# Werbcze Duże
Werbcze Duże (ukr. Велике Вербче) – wieś na Ukrainie, w obwodzie rówieńskim, w rejonie sarneńskim. W 2001 liczyła 2709 mieszkańców, spośród których 2699 posługiwało się językiem ukraińskim, 9 rosyjskim, a 1 białoruskim.
Tak jak cały obecny obwód rówieński, wieś znajdowała się w granicach II RP, wchodząc w skład województwa wołyńskiego, powiat kostopolski, gmina Stepań.